# Santurde (Álava)
Santurde es un concejo del municipio de Berantevilla, en la provincia de Álava. 

## Historia
Aparece descrito en el decimotercer volumen del Diccionario geográfico-estadístico-histórico de España y sus posesiones de Ultramar de Pascual Madoz de la siguiente manera:

SANTURDE: l. del ayunt. de Berantevilla en la prov. de Alava (á Vitoria 5 leg.), part. jud. de Añana (5), aud. terr. de Búrgos (17), c. g. de las Provincias Vascongadas; dióc. de Calahorra (16). sit. en llano entre dos alturas que le dominan por S. y O. clima templado, reinan los vientos N. y O., y se padecen enfermedades estacionales. Tiene 13 casas inclusa la municipal, cárcel, escuela de primera educacion para ambos sexos, frecuentada por 25 alumnos y dotada con 16 fan. de trigo; igl. parr. (San Jorge) servida por dos beneficiados, uno de entera racion y otro de media, dos ermitas (Sta. Eulalia y San Estéban), y para sutrido de los habit. una fuente dentro de la pobl., de aguas potables. El térm. confina N. Mijancas y Sta. Maria; E. Taravero (prov. de Búrgos); S. Tobera, y O. Portilla; comprendiendo dentro de su cirfunferencia dos bosques de frondosos robles y hayas. El terreno es escabroso y poco fértil, le atraviesa el llamado r. Rojo, que tiene dos puentes titulados del Molino y de la Ribera. Caminos: los que conducen á los pueblos limítrofes; el correo se recibe de Miranda de Ebro, por baligero, los miércoles y sábados: prod.: trigo, cebada, avena, maiz, patatas, alholva, arvejas y centeno; cria de ganado lanar, caza de perdices, codornices y palomas, pesca de anguilas, truchas y cangrejos. pobl.: 14 vec., 74 almas. riqueza y contr.: con su ayunt. (V. Alava. intendencia).
(Madoz, 1849, p. 856)

Décadas después, ya en el siglo XX, se describe de la siguiente manera en el tomo de la Geografía general del País Vasco-Navarro dedicado a Álava y escrito por Vicente Vera y López:

Santurde.—Lugar de 21 viviendas, poblado por 61 almas de hecho y 54 de derecho; con parroquia rural de segunda clase, dedicada á San Jorge y perteneciente al arciprestazgo de La Bastida. Tiene una escuela pública incompleta, á la que concurren 10 niños y niñas, que, en unión de Tobera, comparte su residencia, en la que alternan por años. Dista de Berantevilla 9,090 metros. En su término está la ermita de San Esteban. Celebra fiesta el 23 de abril.
(Vera y López, 1915-1921, p. 645)

## Despoblado
Forma parte del concejo el despoblado de:
- Santa María.[3]

## Demografía
| Gráfica de evolución demográfica de Santurde entre 2000 y 2017 |
|                                                                |
| Población de derecho según los censos de población del INE.    |

## Patrimonio

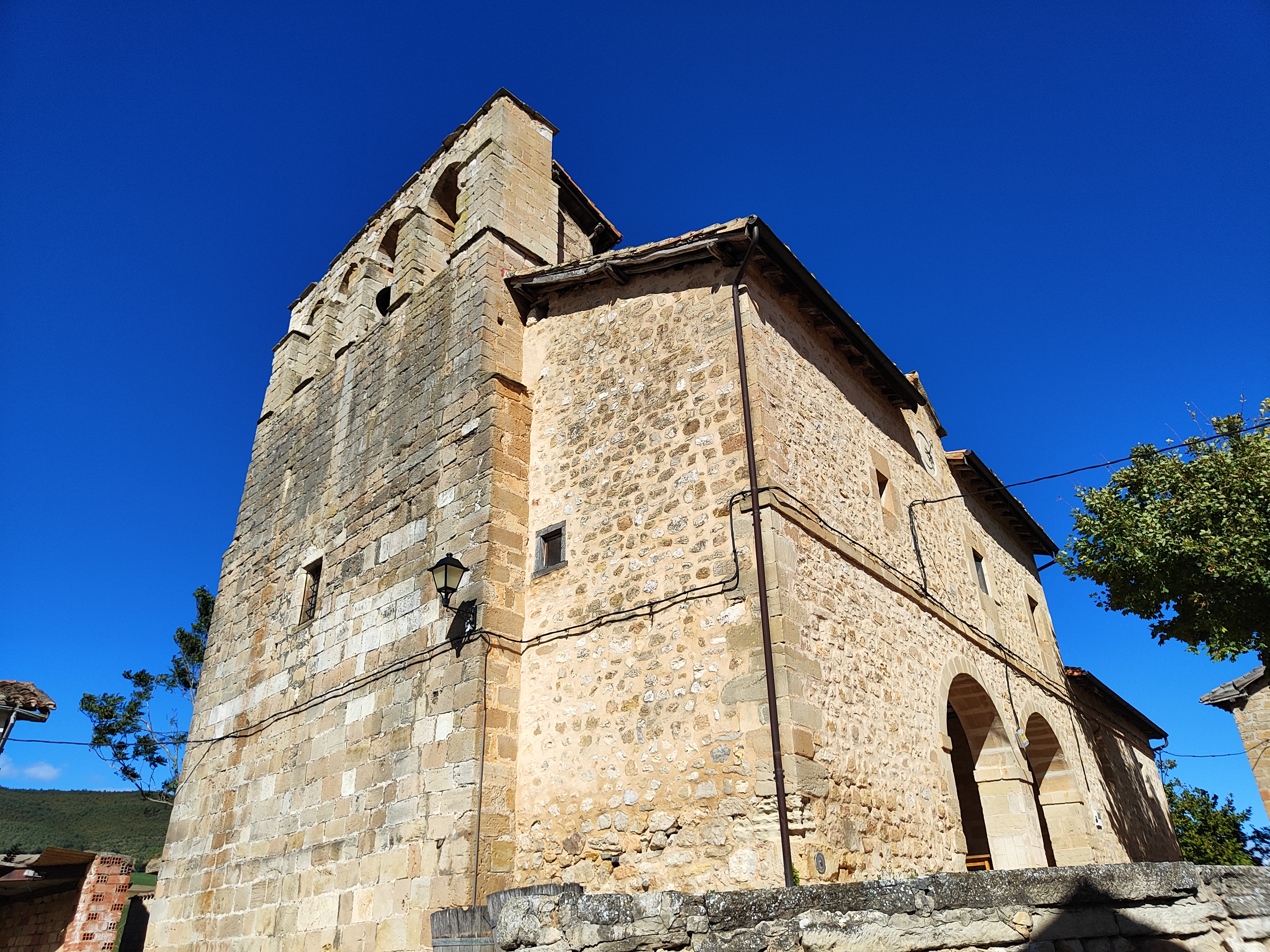
La iglesia de San Jorge

Hay en el concejo una iglesia dedicada a San Jorge.